# Haetera piera
Pour les articles homonymes, voir Piera (homonymie).
Espèce
 Haetera piera est une espèce de papillons de la famille des Nymphalidae et de la sous-famille des Satyrinae, tribu des Haeterini. Elle est l'espèce type pour le genre.

## Description
Haetera piera est un papillon aux ailes hyalines translucide nacré avec des veines marron et aux ailes postérieures une ligne submarginale de cercles hyalins cernés d'orange et marron dont deux contiennent des ocelles noirs pupillés de blanc, en position anale et à l'apex.

## Biologie
Sa biologie n'était pas connue. Elle l'est depuis les travaux de Constantino en 1993.

## Écologie et distribution
Haetera piera est présent en Guyane, en Guyana, au Surinam, en Colombie, en Équateur, en Bolivie au Pérou et au Brésil.

### Biotope
Il réside dans les zones obscures de la forêt tropicale humide, dans le sous-bois,.

## Systématique
Haetera piera a été décrit par l'entomologiste suédois Carl von Linné en 1758, sous le nom initial de Papilio piera

### Synonymie
Papilio piera Linnaeus, 1758 - protonyme

### Noms vernaculaires
Haetera piera se nomme Amber Phantom en anglais

### Taxinomie
Il existe 6 sous-espèces
- Haetera piera piera (Linné)
- Haetera piera diaphana (Lucas, 1857)

Synonymie pour cette sous-espèce
Haetera hymenaea (C. & R. Felder, 1867)
- Haetera piera negra (C. & R. Felder, 1862) [5]

Synonymie pour cette sous-espèce
Haetera piera f. ecuadora (Brown, 1943)
Haetera piera f. ecuadora f. pseudopiera (Brown, 1943)
Haetera pirea[sic] f. mariuá (Zikán & Wygodzinsky, 1948)
Haetera piera lesbia (Bryk, 1953)
Haetera piera lesbia f. metathetica (Bryk, 1953)
- Haetera piera unocellata (Weymer, 1910)
- Haetera piera pakitza (Lamas, 1998)
- Haetera piera sanguinolenta (Salazar & Constantino, 2007) en Colombie[6]

## Haetera piera et l'Homme

### Protection
Pas de statut de protection particulier.